# Лиакос, Димитрис
Димитрис Лиакос (греч. Δημήτρης Λυάκος; род. 19 октября 1966, Афины) — современный греческий писатель, поэт и драматург, получивший известность как автор трилогии «Poena Damni». Известная своей жанровой формой и авангардным сочетанием тем из литературной традиции с элементами обрядности, религии, философии и антропологии, работа Лиакоса заставляет по-новому взглянуть на произведения мировой литературы сквозь призму устойчивых мотивов западной литературной традиции. Несмотря на размер произведения — общий объем трилогии составляет не более двухсот страниц — Лиакосу потребовалось тридцать лет, чтобы закончить работу над отдельными частями трилогии. За это время книги переиздавались в различных издательствах. Основные темы трилогии – поиск и скитание, возвращение мёртвых, искупление, физическое страдание и душевные терзания. Герои Лиакоса всегда находятся как бы вне общества: это беглецы, как, например, рассказчик «Z213: Выход», изгнанники в отдалённой глубинке, как персонажи «Люди с моста», или мародёры, как главный герой «Первой Смерти», борющийся за выживание на необитаемом острове. «Poena Damni» интерпретируется как «аллегория несчастья» наряду с работами таких авторов, как Габриэль Гарсиа Маркес и Томас Пинчон. Но в то же время это один главных образчиков вершины литературы постмодернизма и одно из важнейших антиутопических произведений XXI века.
Димитрис Лиакос считается во всем мире самым известным современным греческим писателем и наиболее вероятным кандидатом страны на Нобелевскую премию по литературе  и участником Who's Who, базы данных наиболее выдающиеся личности во всех сферах человеческой деятельности.
Произведения Льякоса публикуются исключительно в переводе. По состоянию на 2024 год его трилогия, а также ее приквел «Пока жертва не станет нашей собственной» не появились в греческом оригинале.

## Биография
Димитрис Лиакос родился и вырос в Афинах, где изучал право. С 1989 по 1991 год жил в Венеции, затем переехал в Лондон, где изучал философию в Университетском колледже Лондона. С такими философами-аналитиками как Тед Хондерих и Тим Крейн Лиакос занимался эпистемологией, метафизикой, древнегреческой философией и изучением трудов Людвига Витгенштейна. В Лондоне Лиакос прожил тринадцать лет. В 2005 году переехал в Берлин, в настоящее время живёт и работает в Берлине и в Афинах.

## Карьера
В 1992 году Лиакос приступил к написанию трилогии под общим названием «Poena Damni», где он описывает самое сложное испытание, которому должны подвергнуться души, осуждённые на вечное пребывание в аду, — невозможность видеть Бога. Работа над трилогией заняла тридцать лет. Третья часть («Первая Смерть») появилась сначала на греческом, а затем была переведена на английский, испанский и немецкий языки. Вторая часть под названием «Nyctivoe» была впервые опубликована в 2001 году на греческом и немецком языках, в 2005 году была переведена на английский. Эта часть в 2014 году вышла в новой версии под названием «Люди с моста».

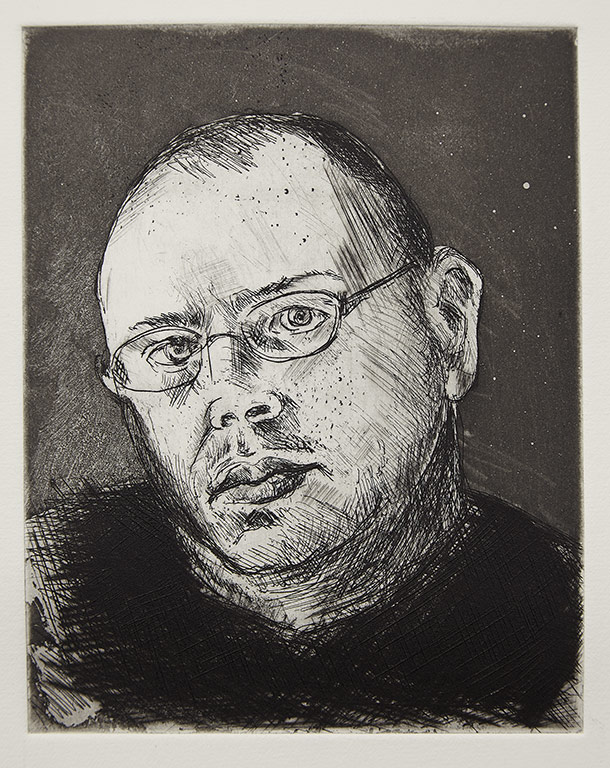
Димитрис Лиакос в изображении Уолтера Мелчера

Распространению своих работ в СМИ Лиакос обязан различным мировым художникам. Австрийская художница Сильви Пройдл в 2002 году в Вене представила серию картин, посвящённых трилогии. В 2004 году в европейское турне отправились инсталляции скульптора Фрица Унегга и продюсера Би-би-си Пирса Бертон-Пейджа. В 2005 году австрийский визуальный художник Gudrun Bielz представил видео-арт-работу, на которую его вдохновила вторая часть трилогии Лиакоса. Танцевальная компания Myia с 2006 по 2009 год исполняла версию современного танца Nyctivoe в Греции. А в 2013 году была представлена музыкально-театральная версия «Z213: Выход» греческих композиторов Марии Алупи и Андреаса Диктопулоса в исполнении ансамбля Das Neue и греческого актёра Димитриса Линьядиса.
Димитрис Лиакос был Приглашённым международным поэтом с Лес Марреем в 1998 году на Международном фестивале поэзии в Аберистуите, Уэльс. С тех пор он проводил открытые чтения и читал лекции, посвящённые своему труду, в различных университетах по всему миру, включая Оксфорд, Триест, Гонконг и Ноттингем. 
В 2012 году находился в резиденции писателей по Международной программе письма от Университета Айовы.
Лиакос – один из последних современных греческих авторов, добившихся международного признания, его трилогия  «Poena Damni» является самым рецензируемым греческим литературным произведением последних десятилетий, а «Z213: Выход», возможно, лучшее из переведённых на английский язык произведение современной греческой поэзии.
Лиакос был приглашённым автором на Международном фестивале литературы 2017 года в Тбилиси, а также представлял Грецию на Фестивале Transpoesie в 2018 году в Брюсселе.

## «Poena Damni»

### Краткое содержание
Трилогия относится к жанру трагической поэзии и эпической драмы, и одновременно к постмодернистской литературе. Она исследует глубокую структуру трагедии, а не её формальные характеристики, и поэтому критики называют её пост-трагическим произведением. Трилогия пронизана отсылками к Гомеру, Эсхилу и Данте, а также чертами романтической поэзии наряду с символизмом, экспрессионизмом и характерными религиозными и философскими мотивами. Таким образом, несмотря на свои явные постмодернистские черты, «Poena Damni» больше связана с традицией модернизма Джеймса Джойса и Вирджинии Вульф. В первой части трилогии, «Z213: Выход», рассказывается о побеге человека из охраняемого города и его путешествии по сказочным и иногда кошмарным землям. Во второй книге, «Люди с моста», герой  «Z213: Выход» становится главным рассказчиком. Он выступает в роли зрителя в импровизированной пьесе, которая исполняется под сводами заброшенной железнодорожной станции. Третья часть, «Первая смерть», повествует о человеке, живущем на скалистом острове, который рассказывает о борьбе за выживание, а также распаде своего тела и воспоминаний.

### Обзор

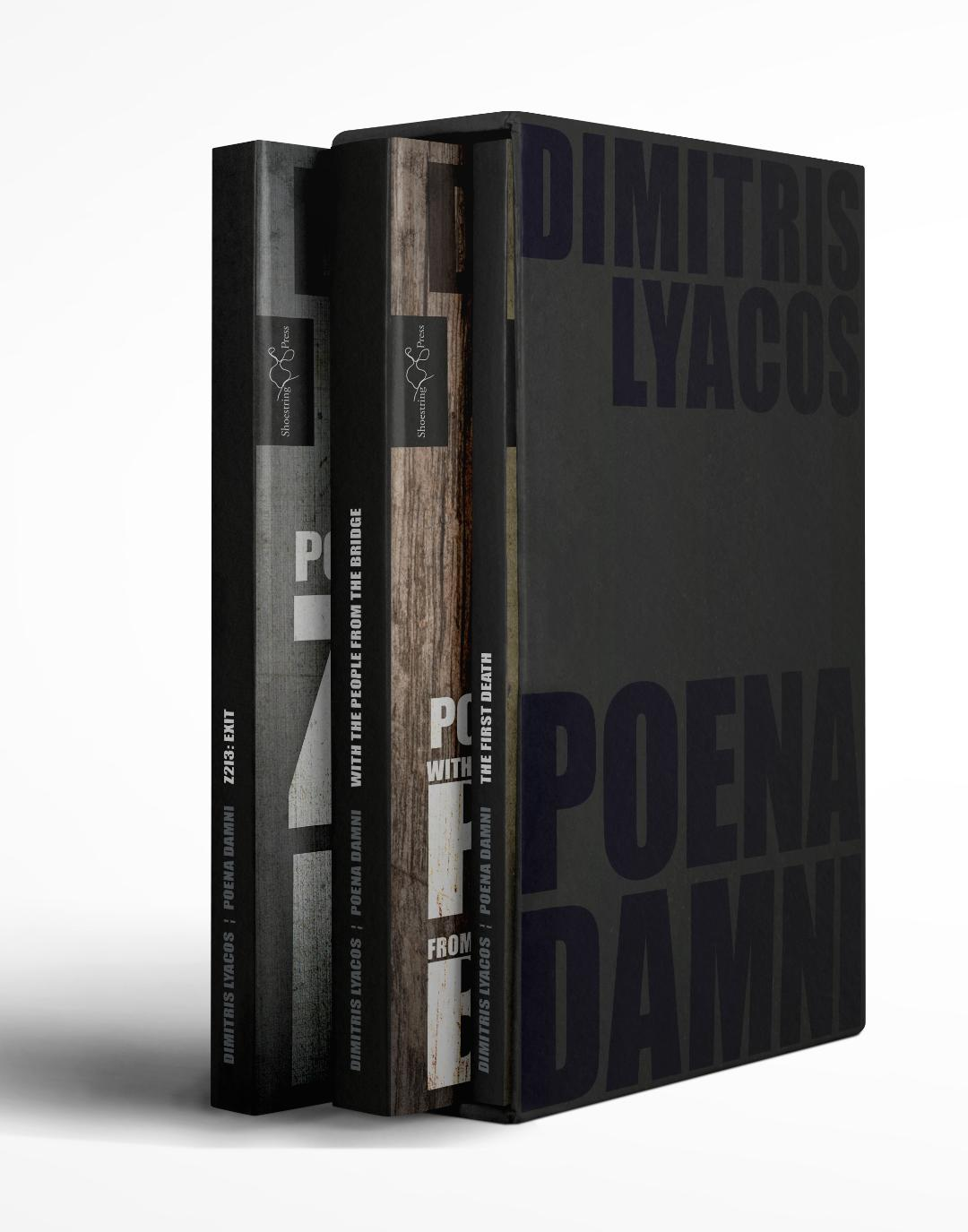
POENA DAMNI, трилогия (английское издание)

Трилогию очень трудно отнести к какому-то жанру, так как она выходит за обычные границы жанровой классификации. Так «Z213: Выход» явно восходит к греческому жанровому канону и включает мотивы героя-беглеца и преданного странника. Для трилогии характерна повествовательная форма, в которой смешиваются поэзия и проза. Во второй части трилогии, «Люди с моста» представление героя и ситуации приобретает элементы драмы, а затем и лирической поэзии, которую поэт использует для изображения распада и возможного апофеоза тела в «Первой смерти». Лиакос играет с противопоставлением воспринимаемого и объективного внешнего мира: так, сначала кажется, что поток внутренних монологов напрямую связан с событиями внешнего мира, но в конечном итоге оказывается лишь отражением мыслей и чувств главного героя. С другой стороны, чужестранное окружение и похожие на сновидения события представляются как единое целое, что указывает на существование другой, альтернативной реальности и раскрывает спрятанное ото всех измерений мира. С этой точки зрения трилогия Лиакоса была истолкована как подобие «сверхромана», где читатель может сам активно взаимодействовать с изображённым в произведении миром.

### Z213: Выход
«Z213: Выход» являет собой палимпсест, где вымышленное объединяет элементы как древних, так и современных текстов с «диалогом» двух главных героев произведения. Он состоит из серии обрывочных записей в вымышленном дневнике безымянного главного героя, который тот вёл во время поездки на поезде в неизвестную страну. Человек был освобождён - или сбежал - после нескольких лет заключения, кратко описанных в его дневнике, годы его заключения напоминают пребывание в больнице, тюрьме, гетто или каком-то анклаве. Последующие странствия героя среди пустынных ландшафтов где-то на грани реальности изложены в очень детализированной и, в какой-то степени, кафкианской атмосфере, что только подчёркивает тот факт, что наиболее сказочные явления одновременно являются и самыми реальными. Герой углубляется в квази-религиозные поиски, и параллельно с этим нарастает впечатление преследования и погони, что привносит в произведение элемент неопределённости и нуарного фильма. Таким образом, произведение пронизано метафизическим восприятием, но и одновременно напоминает эпоху частных детективов Лос-Анджелеса в детективном романе 1940-х годов, заканчивающихся на внезапном необычайном открытии. Так «Z213: Выход» заканчивается описанием жертвоприношения, где главный герой и «пиршество голодных» поджаривают на вертеле ягнёнка, режут, свежуют и потрошат его всё ещё блеющее тело, как будто соблюдая священный обряд древних мистерий.

Поэт Лиакос с колотушкой. Яннис Меланитис, картина маслом, 104 х 39,2 см, 2012-13

### Люди с моста
«Люди с моста» основаны на истории измученного демонами человека, живущего на кладбище и режущего себя камнями, похожего на гадаринского бесноватого из Евангелия от Святого Марка. Главный герой входит в гробницу своей покойной возлюбленной и пытается открыть гроб. Её тело будто живое, оно не разложилось, и сила мольбы и желания героя оживляет возлюбленную, а автор описывает путь её возвращения к жизни.
«Люди с моста» - это многоперспективная пьеса, основанная на известном мотиве возвращения мёртвых. Повествование ведётся от первого лица сразу четырёх персонажей, в чём и заключается множественная перспектива и многоплановость произведения, где одержимый демонами герой пытается воскресить свою возлюбленную, но в итоге тоже погибает и разделяет с ней смертное ложе. Могила становится для влюблённых «прекрасным и уединённым местом», где они ещё могут быть вместе, держать друг друга, касаться, не размыкая объятий. 
Действие пьесы напоминает праздник мёртвых, пляски смерти и бал вампиров. В ней также присутствуют явные отсылки к христианской традиции и эсхатологии. Автор затрагивает тему спасения человека, но поворачивает сюжет так, что этот мотив в конечном итоге остаётся нерешённым.

### Первая смерть
В «Первой смерти» описывается мучительная попытка увечного, возможно потерпевшего кораблекрушение, выжить на необитаемом острове. Эти четырнадцать монологов представляют собой череду физических и душевных пыток героя. Автор очень экспрессивно описывает борьбу героя до самого конца, коим, однако, является вовсе не смерть, как можно было бы ожидать из названия книги. Ведь связь между человеком и телом, которая обеспечивает жизнь, ещё не утрачена, и «в той точке, где нет вещества / где мир сталкивается и взлетает», ещё грохочет космос и даёт надежду на будущее возрождение.

## Критика
«Poena Damni» является наиболее широко известным и рецензируемым произведением современной переводной греческой литературы. Трилогия прошла через несколько различных изданий, получила 57 международных обзоров и признана «одним из самых обсуждаемых и популярных произведений современной европейской литературы».
«Poena Damni» творчески превосходит различия между модернизмом и постмодернизмом, несмотря на то, что твёрдо базируется на большом разнообразии канонических текстов западной литературы. Большинство критиков отмечает использование сложной сети интертекстуальных связей и перефразирований классических и библейских произведений, и, в то же время, уникальный стиль и характер произведения. 
Трилогия стала предметом обширной научной критики и является частью различных университетских учебных программ по постмодернистской художественной литературе. А сам Димитрис Лиакос в 2019 году попал в лонг-лист номинантов на Нобелевскую премию по литературе.

## Другие источники
Критика
- https://www.asymptotejournal.com/blog/2019/03/27/grab-the-nearest-buoy-on-dimitri-lyacos-poena-damni/ An essay by Garrett Phelps, exploring Lyacos's postmodern affinities in Asymptote Journal
- A 6000 words essay by Robert Zaller, analyzing Lyacos's trilogy in the Journal of Poetics Research
- Poena Damni, A Review Essay by Toti O'Brien. Ragazine Magazine, May 2019, Los Angeles. https://www.ragazine.cc/poena-damni-poetry-review.
- A special feature on Dimitris Lyacos's trilogy on the Bitter Oleander Magazine[64] including extensive excerpts and a long interview with the author
- Overview of the Poena Damni trilogy in Cleaver Magazine

Интервью
- A Dissociated Locus: Dimitris Lyacos Interviewed by Andrew Barrett. BOMB (magazine), November 2018, New York, USA.
- Callie Michail interviews Dimitris Lyacos in Berfrois, November 2018, London, UK.
- John Taylor interviews Dimitris Lyacos. Gulf Coast (magazine), Issue 30.1, Winter/Spring 2018, Houston USA, (pp. 277–286)[65]
- An interview with the author in The Writing Disorder Magazine
- John Taylor interviews Dimitris Lyacos. New Walk, Issue 12, Spring/Summer 2016, Leicester UK.